# Gaz monoatomic
În fizică și chimie un gaz monoatomic este un gaz în care atomii nu sunt legați unul de altul. În fizică aspectul esențial este că acești atomi se mișcă liber, fără a fi legați de alți atomi, în timp de în chimie aspectul esențial este că moleculele acestui gaz sunt formate dintr-un singur atom. Exemplele la  temperatură și presiune standard sunt toate gazele nobile (heliu, neon, argon, kripton, xenon și radon), deși la temperatură suficient de ridicată (sau presiune foarte scăzută) toate elementele chimice în fază gazoasă sunt monoatomice. Comportamentul termodinamic al unui gaz monoatomic este mult mai simplu în comparație cu gazele poliatomice, deoarece este lipsit de orice energie de rotație sau de vibrație.

## Gaze nobile
Singurele elemente chimice formate din atomi unici stabili la temperatură și presiune standard sunt gazele nobile: heliul, neonul, argonul, kriptonul, xenonul și radonul. Gazele nobile au stratul de valență complet, făcându-le specii practic nereactive. Deși în decursul timpului aceste elemente au fost descrise ca fiind complet inerte, ulterior au fost sintetizați compuși chimici ai tuturor, cu excepția neonului și a heliului.

## Proprietăți termodinamice
Într-un gaz monoatomic singura mișcare posibilă a unui atom este translația (excitația electronică nu este importantă la temperatura camerei). Astfel, conform teorema echipartiției⁠(d), energia cinetică a unui singur atom dintr-un gaz monoatomic la temperatura T' este dată de {\displaystyle {\frac {3}{2}}k_{\text{B}}T}, unde kB este constanta Boltzmann. Un mol de atomi conține numărul lui Avogadro, {\displaystyle N_{\text{A}},} de atomi, astfel încât energia unui mol de atomi dintr-un gaz monoatomic este {\displaystyle {\frac {3}{2}}k_{\text{B}}TN_{\text{A}}={\frac {3}{2}}RT,} unde R este constanta gazului.
Într-un proces adiabatic gazele monoatomice au un exponent adiabatic γ idealizat (Cp/Cv) de 5/3, spre deosebire de 7/5 pentru gazele diatomice ideale la care contribuie și rotația (dar la temperatura camerei nu și vibrația). De asemenea, pentru gazele monoatomice ideale:
- capacitatea termică molară la presiune constantă, Cp , este 5/2 R = 20,8 J/mol⋅K
- capacitatea termică molară la volum constant, Cv , este 3/2 R = 12,5 J/mol⋅K